# Джейсон Террі
Джейсон Юджин Террі (англ. Jason Eugene Terry; нар. 15 вересня 1977, Сіетл, США) — американський професійний баскетболіст, атакувальний захисник, розігруючий захисник, останньою командою якого була «Мілвокі Бакс». Чемпіон НБА у складі «Даллас Маверікс».

## Ігрова кар'єра

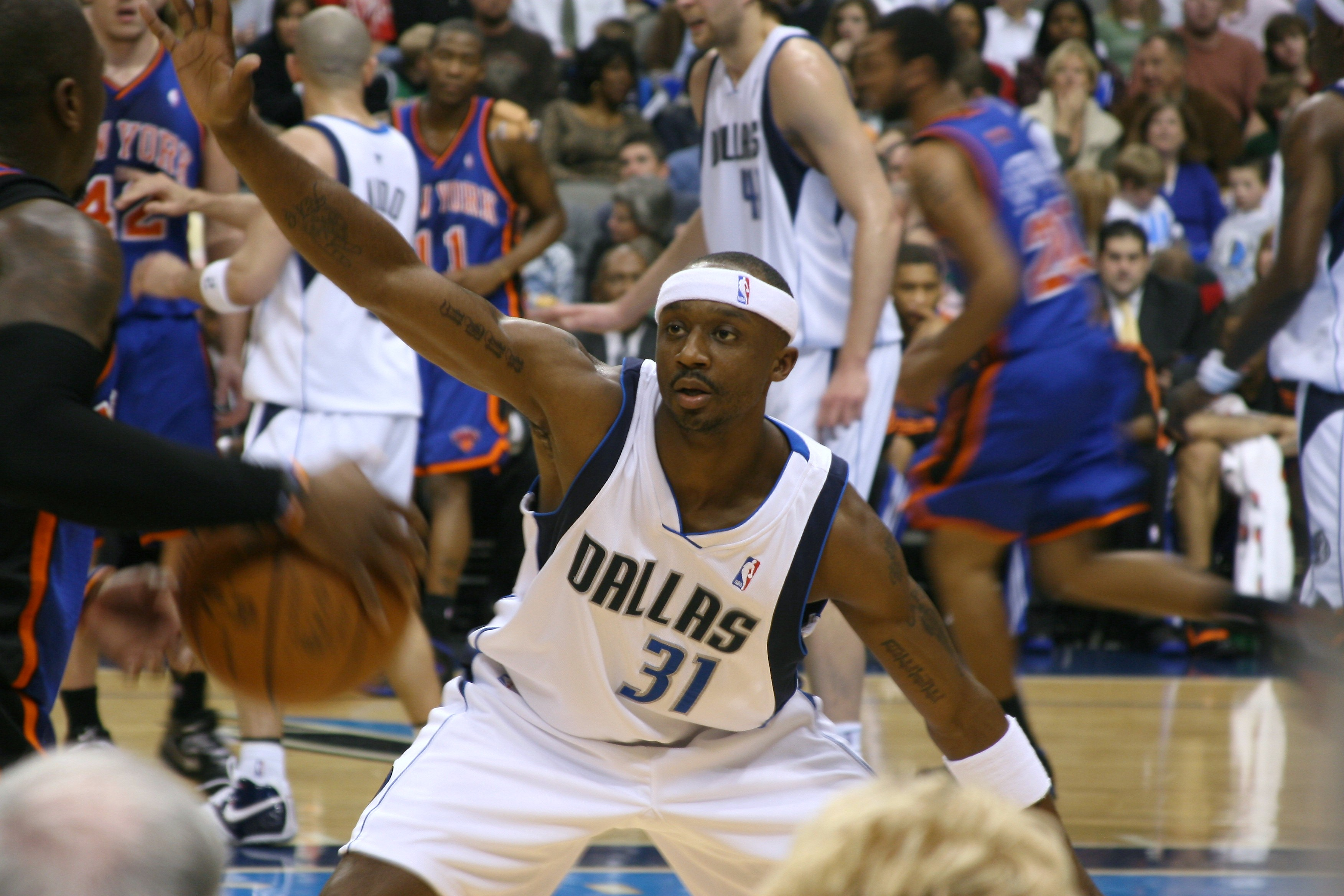
Террі у грі за «Маверікс», 2008

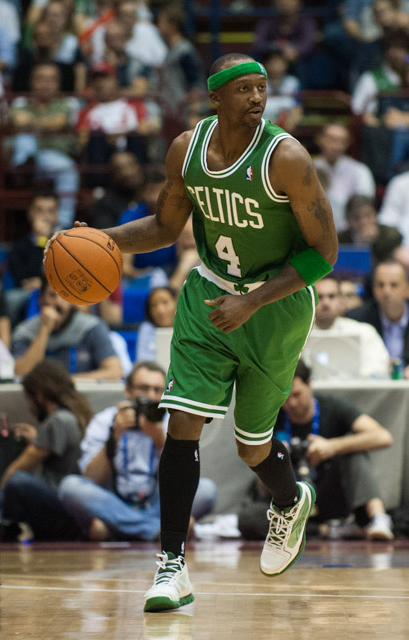
Террі у грі за «Селтікс»

Починав грати у баскетбол у команді старшої школи Франкліна (Сіетл, Вашингтон), з якою двічі вигравав чемпіонат штату у 1994 та 1995 роках.
На університетському рівні грав за команду «Арізона» (1995—1999), з якою 1997 року став чемпіоном NCAA.
1999 року був обраний у першому раунді драфту НБА під загальним 10-м номером командою «Атланта Гокс». Захищав кольори команди з Атланти протягом 5 сезонів, будучи лідером команди.
2004 року був обміняний до «Даллас Маверікс». Початок сезону Террі пропустив через травму, однак через кілька місяців повернувся на майданчик та завоював місце у стартовому складі. 2006 року разом з командою пробився до фіналу НБА, де були обіграні «Маямі Гіт» 4-2.
Після трьох сезонів Террі втратив місце в стартовому складі, проте був першою опцією на заміні. 2009 року був визнаний найкращим шостим гравцем НБА, набираючи 19,6 очок, 3,4 ассисти та 1,3 перехоплення за 33,7 хвилини ігрового часу.
8 травня 2011 року у матчі плей-оф проти «Лос-Анджелес Лейкерс» Террі реалізував 9 з 10 трьохочкових кидків. Раніше це вдавалося тільки Рексу Чепмену, Вінсу Картеру та Рею Аллену. «Маверікс» обіграли «Лейкерс» та дійшли до фіналу, де перемогли «Маямі Гіт» 4-2.
2012 року підписав багаторічний контракт з «Бостон Селтікс», з якою дійшов до раунду плей-оф. За сезон в середньому набирав 10,1 очка, 2,5 результативних передач та 2 підбирання.
28 червня 2013 року у день драфту, «Бостон Селтікс» домовились про угоду з «Бруклін Нетс», за якою Террі, Пол Пірс та Кевін Гарнетт відправлялись до Брукліна в обмін на піки першого раунду драфту 2014, 2016 та 2018. Селтікс також отримували Кріса Гамфріса, Джеральда Волласа, Кріса Джозефа, Маршона Брукса та Кіта Боганса. Пізніше до обміну долучили Ді Джей Вайта, який поїхав в напрямку «Нетс».
19 лютого 2014 Террі знову був обміняний, цього разу до «Сакраменто Кінґс». Разом з ним до Сакраменто переїхав Реджі Еванс, а у зворотньому напрямку — Маркус Торнтон. Проте зіграти за нову команду так і не вдалось через травму.
17 вересня 2014 в обмін на Алонсо Джі та Скотті Гопсона перейшов до «Х'юстон Рокетс». В Х'юстоні регулярно виходив на майданчик та вважався рольовим гравцем, виходячи в основному на заміну. 22 грудня 2014 року забив свій 2,000-й трьохочковий кидок, ставши всього третім гравцем в історії НБА, якому це вдавалося.
2016 року став гравцем «Мілвокі Бакс». 24 лютого 2017 року у віці 39 року та 162 днів, у матчі проти «Юти Джаз» став найстаршим гравцем, який коли-небудь грав за «Бакс», обійшовши за цим показником Дейла Елліса.

## Статистика виступів
| † | Позначає сезон, в якому Джейсон Террі ставав чемпіоном НБА |

### Регулярний сезон
| Сезон             | Команда           | GP    | GS  | MPG  | FG%  | 3P%  | FT%  | RPG | APG | SPG | BPG | PPG  |
| ----------------- | ----------------- | ----- | --- | ---- | ---- | ---- | ---- | --- | --- | --- | --- | ---- |
| 1999–00           | «Атланта Гокс»    | 81    | 27  | 23.3 | .415 | .293 | .807 | 2.0 | 4.3 | 1.1 | .1  | 8.1  |
| 2000–01           | «Атланта Гокс»    | 82    | 77  | 37.7 | .436 | .395 | .846 | 3.3 | 4.9 | 1.3 | .1  | 19.7 |
| 2001–02           | «Атланта Гокс»    | 78    | 78  | 38.0 | .430 | .387 | .835 | 3.5 | 5.7 | 1.8 | .2  | 19.3 |
| 2002–03           | «Атланта Гокс»    | 81    | 81  | 38.0 | .428 | .371 | .887 | 3.4 | 7.4 | 1.6 | .2  | 17.2 |
| 2003–04           | «Атланта Гокс»    | 81    | 78  | 37.3 | .417 | .347 | .827 | 4.1 | 5.4 | 1.5 | .2  | 16.8 |
| 2004–05           | «Даллас Маверікс» | 80    | 57  | 30.0 | .501 | .420 | .844 | 2.4 | 5.4 | 1.4 | .2  | 12.4 |
| 2005–06           | «Даллас Маверікс» | 80    | 80  | 35.0 | .470 | .411 | .800 | 2.0 | 3.8 | 1.3 | .3  | 17.1 |
| 2006–07           | «Даллас Маверікс» | 81    | 80  | 35.1 | .484 | .438 | .804 | 2.9 | 5.2 | 1.0 | .2  | 16.7 |
| 2007–08           | «Даллас Маверікс» | 82    | 34  | 31.5 | .467 | .375 | .857 | 2.5 | 3.2 | 1.1 | .2  | 15.5 |
| 2008–09           | «Даллас Маверікс» | 74    | 11  | 33.7 | .463 | .366 | .880 | 2.4 | 3.4 | 1.3 | .3  | 19.6 |
| 2009–10           | «Даллас Маверікс» | 77    | 12  | 33.0 | .438 | .365 | .866 | 1.8 | 3.8 | 1.2 | .2  | 16.6 |
| 2010–11†          | «Даллас Маверікс» | 82    | 10  | 31.3 | .451 | .362 | .850 | 1.9 | 4.1 | 1.1 | .2  | 15.8 |
| 2011–12           | «Даллас Маверікс» | 63    | 1   | 31.7 | .430 | .378 | .883 | 2.4 | 3.6 | 1.2 | .2  | 15.1 |
| 2012–13           | «Бостон Селтікс»  | 79    | 24  | 26.9 | .434 | .372 | .870 | 2.0 | 2.5 | .8  | .1  | 10.1 |
| 2013–14           | «Бруклін Нетс»    | 35    | 0   | 16.3 | .362 | .379 | .667 | 1.1 | 1.6 | .4  | .0  | 4.5  |
| 2014–15           | «Х'юстон Рокетс»  | 77    | 18  | 21.3 | .422 | .390 | .813 | 1.6 | 1.9 | .9  | .2  | 7.0  |
| 2015–16           | «Х'юстон Рокетс»  | 72    | 7   | 17.5 | .402 | .356 | .818 | 1.1 | 1.4 | .7  | .1  | 5.9  |
| 2016–17           | «Мілвокі Бакс»    | 74    | 0   | 18.4 | .432 | .427 | .828 | 1.4 | 1.3 | .6  | .3  | 4.1  |
| 2017–18           | «Мілвокі Бакс»    | 51    | 4   | 16.0 | .383 | .348 | .889 | .9  | 1.2 | .8  | .3  | 3.3  |
| Усього за кар'єру | Усього за кар'єру | 1,410 | 679 | 29.8 | .444 | .380 | .845 | 2.3 | 3.8 | 1.1 | .2  | 13.4 |

### Плей-оф
| Сезон             | Команда           | GP  | GS | MPG  | FG%  | 3P%  | FT%   | RPG | APG | SPG | BPG | PPG  |
| ----------------- | ----------------- | --- | -- | ---- | ---- | ---- | ----- | --- | --- | --- | --- | ---- |
| 2005              | «Даллас Маверікс» | 13  | 13 | 38.5 | .506 | .491 | .884  | 4.2 | 4.6 | 1.3 | .5  | 17.5 |
| 2006              | «Даллас Маверікс» | 22  | 22 | 38.4 | .442 | .307 | .831  | 2.9 | 3.8 | 1.2 | .0  | 18.9 |
| 2007              | «Даллас Маверікс» | 6   | 6  | 38.2 | .424 | .281 | .833  | 2.3 | 3.7 | .8  | .3  | 17.0 |
| 2008              | «Даллас Маверікс» | 5   | 3  | 36.0 | .433 | .438 | .867  | 1.6 | 4.8 | .4  | .2  | 15.8 |
| 2009              | «Даллас Маверікс» | 10  | 1  | 32.5 | .389 | .373 | .767  | 2.8 | 1.9 | .6  | .3  | 14.3 |
| 2010              | «Даллас Маверікс» | 6   | 0  | 29.0 | .377 | .400 | .750  | 2.5 | 2.0 | .7  | .2  | 12.7 |
| 2011†             | «Даллас Маверікс» | 21  | 0  | 32.6 | .478 | .442 | .843  | 1.9 | 3.2 | 1.2 | .1  | 17.5 |
| 2012              | «Даллас Маверікс» | 4   | 1  | 34.8 | .455 | .500 | .625  | 2.3 | 3.8 | .3  | .0  | 13.8 |
| 2013              | «Бостон Селтікс»  | 6   | 1  | 31.5 | .444 | .441 | .818  | 2.2 | 2.0 | .7  | .3  | 12.0 |
| 2015              | «Х'юстон Рокетс»  | 17  | 17 | 28.6 | .425 | .354 | .813  | 2.2 | 2.8 | .9  | .1  | 9.2  |
| 2016              | «Х'юстон Рокетс»  | 5   | 0  | 24.8 | .342 | .316 | 1.000 | 2.2 | 1.2 | .4  | .2  | 7.0  |
| 2017              | «Мілвокі Бакс»    | 6   | 0  | 11.3 | .316 | .200 | 1.000 | 2.2 | .8  | .5  | .2  | 2.5  |
| 2018              | «Мілвокі Бакс»    | 3   | 0  | 14.7 | .400 | .400 | -     | 1.0 | .7  | .3  | .0  | 2.0  |
| Усього за кар'єру | Усього за кар'єру | 124 | 64 | 32.2 | .441 | .385 | .829  | 2.5 | 3.0 | .9  | .2  | 14.1 |